# Jules Ladoumègue

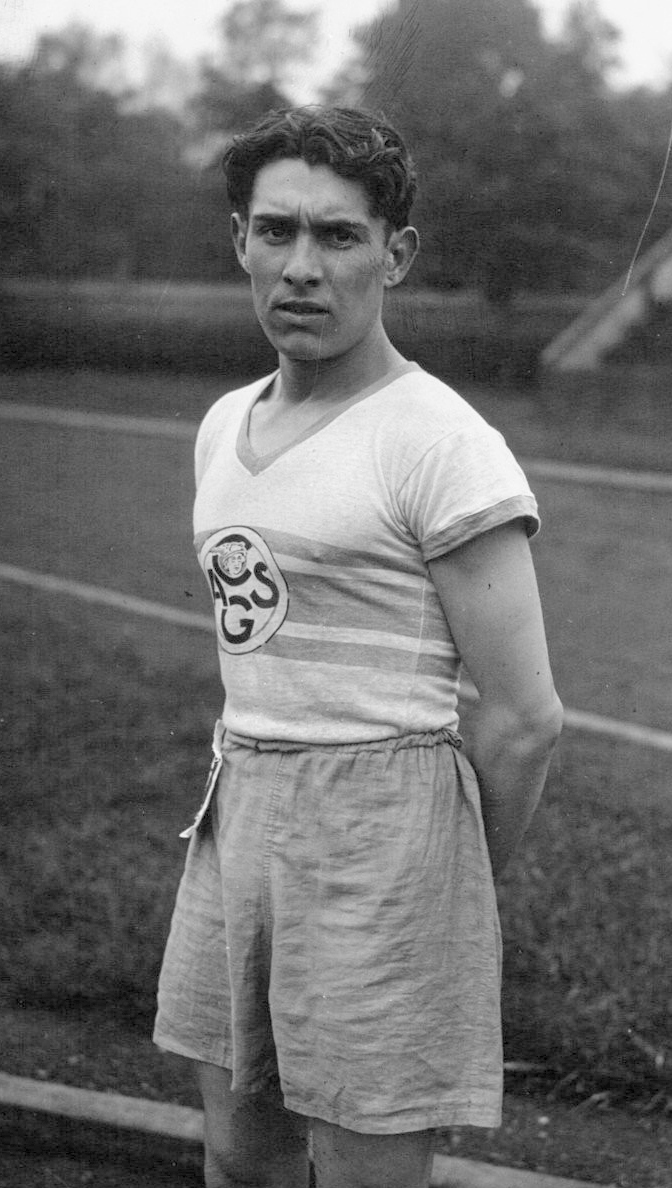
Jules Ladoumègue, 1930

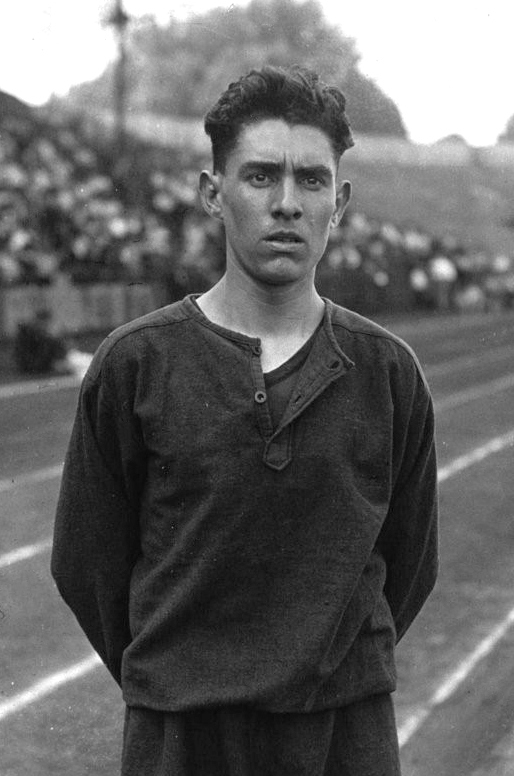
Jules Ladoumègue, 1928

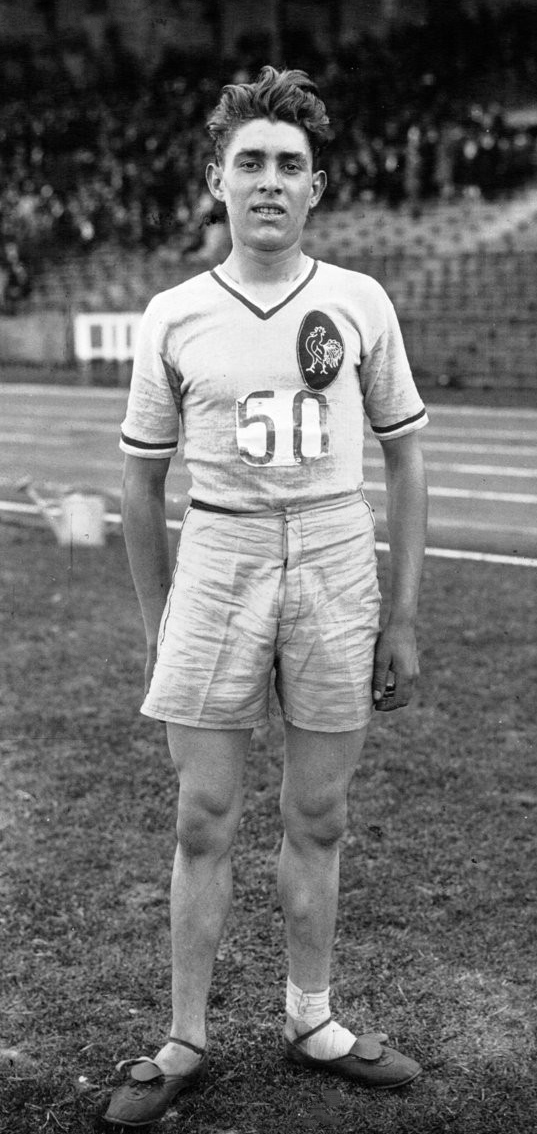
Jules Ladoumègue, 1926

Jules Ladoumègue (* 10. Dezember 1906 in Bordeaux; † 3. März 1973 in Paris) war ein französischer Leichtathlet, der Ende der 1920er- und Anfang der 1930er Jahre über die Mittelstrecke erfolgreich war. Er lief mehrere Weltrekorde und gewann olympisches Silber.

## Leben
Seine Eltern hat Jules Ladoumègue nie gesehen: Sein Vater, ein Hafenarbeiter, fiel kurz vor seiner Geburt einem Arbeitsunfall zum Opfer, und seine Mutter kam wenige Tage nach seiner Geburt bei einem Wohnungsbrand ums Leben. Er wuchs in äußerst bescheidenen Verhältnissen bei seinem Onkel auf. Im Alter von 12 Jahren wurde er zu einem Gärtner in die Lehre gegeben. Das Gelände befand sich in unmittelbarer Nähe des Hippodroms der Stadt Talence, wo der Junge die dort trainierenden Traber bewunderte und beschloss, sich die Eleganz ihres Laufstils zu eigen zu machen. Als 15-Jähriger trat er der Union Athletique Bordelaise bei und bestritt seine ersten Rennen über Distanzen zwischen 8 und 20 km. Da es üblich war, dem Sieger 5 Francs auszubezahlen, galt Ladoumègue schon damals als Profi. Jedoch konnte der SBUC (Stade bordelais universite club), dem er auf dessen Einladung hin beitrat, seine Reamateurisierung erreichen. Es folgten fünf für Jules Ladoumègue sehr erfolgreiche Jahre.
- 1926: erstmalige Teilnahme an international besetzten Rennen über 5000 m
- 1927: Nach der Militärzeit in Joinville Beitritt zum Stade francais, dessen Trainer Charles Poulenard ihn zum Wechsel auf kürzere Distanzen bewog; als Bestleistung über 1500 m werden 4:07,2 min notiert
- 1928: Ladoumègue wird französischer Meister über 1500 m in 3:52,2 min und gewinnt bei den Olympischen Spielen in Amsterdam die Silbermedaille
- 1930 bleibt er wie schon 1929 über die 1500 m ungeschlagen. Er tritt dem CASG (Club athletique de la societe generale) bei und macht die Bekanntschaft von Sera Martin und Jean Keller, die nicht nur seine Gegner auf der Aschenbahn, sondern auch seine Freunde und Helfer werden. Am 5. Oktober verbessert er im Pariser Jean-Bouin-Stadion den von dem Deutschen Otto Peltzer gehaltenen Weltrekord (3:51,0 min) auf 3:49,2 min und bleibt als erster Läufer der Welt unter 3:50 Minuten. Noch im selben Monat folgt der zweite Weltrekord über 1000 m. Ladoumègues Zeit von 2:23,6 min wird erst 11 Jahre später von Rudolf Harbig unterboten.
- 1931: Weltrekord über 2000 m in 5:21,8 min und über 1 Meile in 4:09,2 min. Mit dieser am 4. Oktober erzielten Zeit unterbot Ladoumègue die bisherige Bestmarke des Finnen Paavo Nurmi um 1,2 Sekunden.

Inzwischen waren sowohl von deutscher als auch von schwedischer Seite gegen Jules Ladoumègue Vorwürfe wegen Verstoßes gegen die Amateur-Statuten erhoben worden. Von Startgeldern in Höhe von 25 000 Francs war die Rede. Der französische Verband wurde von der IAAF aufgefordert, der Sache auf den Grund zu gehen. Nach anfänglichen Versuchen der CASG, die Schuld auf sich zu nehmen, stellte sich heraus, dass ein Veranstalter in Le Havre als „Meistbietender“ den Zuschlag für einen Start von Ladoumègue erhalten hatte. Als Ladoumègue zur Anhörung nicht erschien, wurde er zum Profi erklärt und somit von der Teilnahme an den Olympischen Spielen 1932 in Los Angeles ausgeschlossen. Erst 1943 wurde er reamateurisiert – und lief die 1500 Meter in 3:58 min.

## Weltrekorde
- 1000 m: 2:23,6 min am 19. Oktober 1930 in Paris
- 1500 m: 3:49,2 min am 5. Oktober 1930 in Paris
- 1 Meile: 4:09,2 min am 4. Oktober 1931 in Paris
- 2000 m: 5:21,8 min am 2. Juli 1931 in Paris

## Olympische Spiele
1928 Amsterdam: 1500 m Silber in 3:53,8 min hinter Harri Larva (Finnland) in 3:53,2 min und vor Eino Purje (Finnland) in 3:56,4 min.